# Angiomiolipoma
Angiomiolipoma é uma lesão renal (normalmente) benigna. Previamente considerava-se que Angiomiolipoma renal era um hamartoma ou coristoma, no entanto agora sabe-se que é neoplásico. É composto de quantias variáveis de músculos lisos, tecido vascular, e gorduroso. A densidade gorda do tumor na tomografia é patognomônica. A lesão é demarcada bem e contém elementos maduros. Acontece em mais de 50% de indivíduos com esclerose tuberosa, freqüentemente bilateralmente. Angiomiolipomas também acontecem em 40% de mulheres que têm uma doença pulmonar rara, cística chamada limfangioleiomiomatose, ou LAM.